# Governo Starmer
Il Governo Starmer è il centoduesimo governo del Regno Unito, in carica dal 5 luglio 2024.
Si è formato in seguito alla vittoria del Partito Laburista alle elezioni del 2024, avendo difatti il suo leader Keir Starmer ricevuto, in data 5 luglio 2024, dal re Carlo III l'incarico di formare un governo.
L'esecutivo è un governo monocolore laburista.

## Politiche

### Politica interna
I primi cento giorni di governo sono stati difficili per il premier laburista, stretto tra scandali e divisioni all'interno del partito, tanto che la stampa britannica, sia progressista che conservatrice, ha espresso dure critiche al suo operato. Due settimane dopo il suo insediamento, il 23 luglio 2024, il suo gabinetto non ha voluto eliminare il tetto ai sussidi per le famiglie con più di due figli, introdotto dai conservatori nell’ambito delle politiche di austerità: i sette deputati laburisti che l’avevano chiesto tramite un emendamento alla legge sono stati sospesi. Subito dopo, il 29 luglio, è avvenuta la tragedia di Southport, a nord di Liverpool (dove un uomo ha ferito a coltellate 8 persone, tra cui tre bambine): sono allora scoppiate rivolte urbane fomentate dall'ultradestra inglese (convinta che l'attentatore avesse agito per via del terrorismo islamico), che hanno messo a ferro e fuoco il Paese per tutta l’estate. Starmer ha agito duramente contro i rivoltosi, ma le numerosissime sentenze emesse per punire i responsabili della guerriglia fomentata dall’ultradestra britannica, ha costretto il ministro degli Interni, Yvette Cooper, a svuotare le carceri già sovraffollate; un gesto impopolare presso l'opinione pubblica, indispettita dalle immagini dei detenuti che, dopo essere tornati in libertà, hanno festeggiato con bottiglie di spumante.
In campo economico, la cancelliera dello Scacchiere, Rachel Reeves, ha tagliato i sussidi di cui godevano i pensionati come contributo alle spese per il riscaldamento invernale: un'operazione necessaria, per il governo, a sanare il buco da 22 miliardi di sterline ereditato dalla gestione dei Tory. Tuttavia la mossa ha provocato le ire dell’ala più a sinistra del partito laburista, mentre i sindacati, nell’assemblea annuale di Liverpool, hanno fatto passare una mozione simbolica che chiedeva al governo un passo indietro sul provvedimento. Il 30 ottobre, Starmer ha ufficialmente presentato la manovra economica, che, come lui stesso ha annunciato, "Sarà dolorosa".
Altro fattore che ha contribuito a diminuire i consensi al governo laburista sono stati alcuni scandali sorti all'interno dello stesso esecutivo. Il primo è stato il passpartout assegnato dalla sicurezza di Downing Street all’ex banchiere Waheed Alli, ricco finanziatore del partito: Starmer è stato additato per aver accettato da Alli e da altri donatori regali per migliaia di sterline, quali abiti, occhiali, biglietti per le partite dell’Arsenal e per i concerti di Taylor Swift. Ciò ha indignato l’opinione pubblica per il comportamento definito scorretto da parte di un leader che per anni si è battuto contro i privilegi. Inoltre, Starmer è stato costretto a licenziare Sue Grey, sua influente capo di gabinetto, già nota ai tempi del “Partygate” del premier tory Boris Johnson, a causa delle polemiche sul suo ingente stipendio (che contava 3.000 sterline in più rispetto allo stesso titolare dell’esecutivo), fomentate anche dai membri del partito che non tolleravano l'autorità della collaboratrice del primo ministro, vista come eccessivamente restrittiva e intransigente. Al suo posto è stato nominato Morgan McSweeney, braccio destro del premier nonché organizzatore della sua campagna elettorale; con l’occasione, è stata riorganizzata l’intera squadra di governo di Downing Street, un fatto inedito per un governo da poco in carica.

### Politica estera
Starmer ha continuato, in politica estera, l'appoggio inglese all'Ucraina in guerra contro la Russia: il 16 febbraio 2025, il primo ministro britannico ha dichiarato che il Regno Unito sarebbe disposto a inviare truppe in territorio ucraino se Mosca accettasse un accordo che richieda la presenza di forze di pace europee. Questa dichiarazione arriva proprio prima di una riunione di emergenza dei leaders europei a Parigi, alla quale ha partecipato lo stesso Starmer. Il premier britannico ha inoltre dichiarato che il Regno Unito è disposto a svolgere un ruolo di guida nella difesa e nella sicurezza dell'Ucraina, impegnando tre miliardi di sterline (corrispondenti a 3,6 miliardi di euro) all'anno fino al 2030. I suoi commenti sono arrivati dopo una settimana di dichiarazioni vorticose da parte dei funzionari della nuova amministrazione Trump, i quali hanno suggerito che gli Stati Uniti avrebbero ridotto i loro impegni di difesa in Europa e portato avanti i colloqui di pace in Ucraina senza il coinvolgimento dei leader europei. L'inviato speciale del presidente degli Stati Uniti Donald Trump per l'Ucraina e la Russia, Keith Kellogg, aveva infatti dichiarato il giorno prima che fosse improbabile che l'Europa avesse un posto al tavolo delle trattative nei colloqui di pace tra i due Paesi in guerra, pur affermando che una "alleanza europea" sarebbe "fondamentale" per garantire la sovranità dell'Ucraina.
Starmer si è successivamente presentato come un mediatore tra l’Europa e gli Stati Uniti per i negoziati sulla fine della guerra in Ucraina. il 2 marzo 2025 ha organizzato a Londra una riunione con altri 18 leaders internazionali, prevalentemente europei (sebbene fossero presenti anche il primo ministro canadese Justin Trudeau e il ministro degli Esteri turco Hakan Fidan), con l'intenzione di creare una "coalizione di volenterosi" che si sarebbe occupata di elaborare un piano di pace tra i due contendenti, da sottoporre poi agli Stati Uniti: non è stato esplicitato chi ne farà parte, ma è stato reso chiaro che il gruppo sarà guidato dal Regno Unito e dalla Francia. Ciò è stato possibile per il buon rapporto che Starmer ha con il presidente Trump: la sua visita alla Casa Bianca del 27 febbraio è stata considerata positiva, anche se il primo ministro britannico non è riuscito a raggiungere l’obiettivo di dissuadere Trump dall’affrettare una risoluzione della guerra sfavorevole all’Ucraina e fare in modo che gli Stati Uniti continuino a fornire al Paese garanzie di sicurezza che impediscano alla Russia di invaderlo di nuovo. L’incontro tra i due è andato meglio di quello col presidente francese Emmanuel Macron, avvenuto pochi giorni prima, con toni più distesi. Starmer ha portato un invito di re Carlo III per una seconda visita di Stato (la prima avvenne nel 2019 ai tempi di Elisabetta II), con lo scopo di blandirlo, oltre ad aver annunciato, poco dopo il suo arrivo a Washington, che il Regno Unito avrebbe aumentato in modo significativo le spese militari, richiesta che gli Stati Uniti chiedono ai Paesi europei membri della NATO (tra cui il Regno Unito). In qualche occasione Starmer ha anche contraddetto Trump e il suo vice J. D. Vance, come quando, a colloquio con il vicepresidente Vance, che aveva criticato il Regno Unito, dicendo che secondo lui non rispettava il free speech (una teoria propugnata dall’estrema destra e dalle intromissioni nella politica britannica di Elon Musk, secondo cui sui media di vari Paesi occidentali e nei social che non possiede, ci sarebbe una specie di censura che limita la libertà di parola, detta appunto free speech) ha risposto, in modo misurato ma fermo, che era fiero della tradizione storica britannica sulla libertà di parola e che sarebbe continuata molto a lungo. Complessivamente l’incontro ha giovato al premier inglese, definito da Trump "un negoziatore tenace", lasciando intendere che ci saranno trattative separate e più amichevoli rispetto a quelle con l’Unione europea, specie sui dazi.
Il protagonismo internazionale di Starmer ha giovato alla sua popolarità in crisi, facendolo risalire nel suo tasso d’approvazione di 11 punti e tornare primo nelle risposte alla domanda “chi credi possa essere il miglior primo ministro” tra gli attuali leaders dei principali partiti, secondo un sondaggio pubblicato dal think tank More in Common. Il primo ministro ha ricevuto anche il sostegno dei conservatori, una cosa piuttosto rara, tanto che lo Spectator, la più influente rivista di area conservatrice, ha scritto: "Keir Starmer ha avuto la sua migliore settimana da quando è diventato primo ministro".
Nei confronti dell'Unione europea, il governo Starmer ha avviato una fase distensiva, dopo le tensioni generate dalla Brexit del 2016: il 3 febbraio 2025 ha partecipato al vertice informale del Consiglio d'Europa, per la prima volta dopo l'uscita della Gran Bretagna dall'UE, incontrando anche il segretario della Nato Mark Rutte. Il primo ministro ha dato priorità a un "patto di sicurezza" di vasto respiro, che tocca aree come la difesa, la migrazione, la sicurezza energetica e le materie prime cruciali, promettendo di eliminare le barriere al commercio. I funzionari europei hanno accolto con favore i tentativi di riavvicinamento di Londra, ma vi sono state indicazioni che gli Stati membri cercheranno di difendere i propri interessi nei futuri negoziati bilaterali, che dovrebbero prendere il via dopo un vertice Ue-Regno Unito previsto in primavera. Fonti diplomatiche europee hanno suggerito che almeno due Stati membri chiederanno garanzie sui diritti di pesca come condizione preliminare a qualsiasi accordo. L'accordo sulla Brexit, noto come Accordo commerciale e di cooperazione (Tca), garantisce l'accesso reciproco ai pescatori del Regno Unito e dell'Ue nelle rispettive acque fino al giugno del 2026, ma i diritti di pesca dopo tale data devono ancora essere negoziati. L'Unione europea ha avviato un'azione legale contro il recente divieto imposto dal governo britannico ai pescherecci europei di pescare le anguille nelle sue acque per motivi ambientali, una decisione che secondo Bruxelles discrimina e danneggia ingiustamente i pescatori danesi. L'altra richiesta dell'Ue è un accordo sulla mobilità dei giovani, che renderebbe più facile per i cittadini britannici e quelli europei tra i 18 e i 30 anni di spostarsi oltre il confine tra Regno Unito e Unione europea per motivi di studio, lavoro e di trasferimento, aprendo la strada al Regno Unito per rientrare nel programma Erasmus. Tuttavia, precedentemente il partito laburista ha respinto questa proposta, ritenendola troppo vicina a un ritorno alla libera circolazione, ancora sgradita a gran parte dell'elettorato britannico; malgrado ciò, si ritiene che il governo Starmer stia studiando un accordo per alleggerire i requisiti amministrativi degli artisti che si esibiscono in tournée nell'Ue e nel Regno Unito e per riconoscere reciprocamente le qualifiche professionali. Il 24 aprile, dopo un incontro tra Starmer e la presidente della Commissione europea, Ursula von der Leyen, è stato dichiarato che è vicino un accordo sulla mobilità giovanile e la difesa tra Londra e Bruxelles.
Il 30 aprile Starmer è anche intervenuto in Medio Oriente, ordinando alla Royal Air Force di bombardare 25 postazioni dei ribelli Huthi in Yemen, da dove partono quotidianamente missili a lungo e medio raggio contro Israele e i convogli commerciali nel Mar Rosso, danneggiando gravemente il commercio globale.

## Compagine di governo

### Appartenenza politica
L'appartenenza politica dei membri del Governo alla sua formazione era la seguente:
| Partito | Partito           | Presidente | Ministri | Totale |
| ------- | ----------------- | ---------- | -------- | ------ |
|         | Partito Laburista | 1          | 25       | 26     |
| Totale  | Totale            | 1          | 25       | 26     |

L'appartenenza politica attuale dei membri del Governo è la seguente:
| Partito | Partito           | Presidente | Ministri | Totale |
| ------- | ----------------- | ---------- | -------- | ------ |
|         | Partito Laburista | 1          | 26       | 27     |
| Totale  | Totale            | 1          | 26       | 27     |

### Situazione parlamentare
| Camera            | Collocazione | Partiti | Seggi     |
| ----------------- | ------------ | --- | --------- |
| Camera dei Comuni | Maggioranza  | LAB (412) | 412 / 650 |
| Camera dei Comuni | Opposizione  | CON (121), LDP (72), SNP (9), SF (7), DUP (6), REF (5), GP (4), PC (4), SDLP (2), APNI (1), UUP (1), TUV (1), Indipendenti (6) | 238 / 650 |

## Composizione
| Ufficio del Primo ministro                                                                                              | Ufficio del Primo ministro | Ufficio del Primo ministro | Ufficio del Primo ministro                                            | Ufficio del Primo ministro |
| Segretariato | Titolare                   | Titolare                   | Titolare                                                              | Partito                    |
| --- | -------------------------- | -------------------------- | --------------------------------------------------------------------- | -------------------------- |
| Primo ministro Primo lord del tesoro Ministro della Funzione pubblica Ministro del Servizio civile Ministro dell'Unione |                            |                            | Keir Starmer                                                          | Laburista                  |
| Vice Primo ministro |                            |                            | Angela Rayner                                                         | Laburista                  |
| Ministeri |                            |                            |                                                                       |                            |
| Ministri | Ministri                   | Ministri                   | Ministri                                                              | Partito                    |
| Edilizia abitativa, Comunità e Governo Locale                                                                           |                            |                            | Angela Rayner                                                         | Laburista                  |
| Cancelliere dello Scacchiere Secondo lord del tesoro                                                                    |                            |                            | Rachel Reeves                                                         | Laburista                  |
| Affari Esteri, del Commonwealth e dello Sviluppo                                                                        |                            |                            | David Lammy                                                           | Laburista                  |
| Affari interni |                            |                            | Yvette Cooper                                                         | Laburista                  |
| Lord cancelliere Giustizia                                                                                              |                            |                            | Shabana Mahmood                                                       | Laburista                  |
| Difesa |                            |                            | John Healey                                                           | Laburista                  |
| Salute ed Assistenza sociale                                                                                            |                            |                            | Wes Streeting                                                         | Laburista                  |
| Sicurezza energetica e Net Zero                                                                                         |                            |                            | Ed Miliband                                                           | Laburista                  |
| Cancelliere del Ducato di Lancaster                                                                                     |                            |                            | Pat McFadden                                                          | Laburista                  |
| Imprese e Commercio Presidente del Board of Trade                                                                       |                            |                            | Jonathan Reynolds                                                     | Laburista                  |
| Lavoro e Pensioni |                            |                            | Liz Kendall                                                           | Laburista                  |
| Istruzione Donne ed Uguaglianza                                                                                         |                            |                            | Bridget Phillipson                                                    | Laburista                  |
| Ambiente, Alimentazione ed Affari rurali                                                                                |                            |                            | Steve Reed                                                            | Laburista                  |
| Trasporti |                            |                            | Louise Haigh (fino al 28 novembre 2024)                               | Laburista                  |
| Trasporti |                            |                            | Heidi Alexander (dal 29 novembre 2024)                                | Laburista                  |
| Irlanda del Nord |                            |                            | Hilary Benn                                                           | Laburista                  |
| Scozia |                            |                            | Ian Murray                                                            | Laburista                  |
| Galles |                            |                            | Jo Stevens                                                            | Laburista                  |
| Leader della Camera dei lord Lord del sigillo privato                                                                   |                            |                            | Angela Smith, Baronessa Smith di Basildon                             | Laburista                  |
| Leader della Camera dei comuni Lord presidente del Consiglio                                                            |                            |                            | Lucy Powell                                                           | Laburista                  |
| Cultura, Media e Sport                                                                                                  |                            |                            | Lisa Nandy                                                            | Laburista                  |
| Scienza, Innovazione e Tecnologia                                                                                       |                            |                            | Peter Kyle                                                            | Laburista                  |
| Partecipanti alle riunioni del Gabinetto                                                                                |                            |                            |                                                                       |                            |
| Incarico | Titolare                   | Titolare                   | Titolare                                                              | Partito                    |
| Capo Whip alla Camera dei Comuni Segretario parlamentare del tesoro                                                     |                            |                            | Sir Alan Campbell                                                     | Laburista                  |
| Segretario capo del Tesoro Tesoriere generale                                                                           |                            |                            | Darren Jones                                                          | Laburista                  |
| Procuratore generale per l'Inghilterra e il Galles Avvocato generale per l'Irlanda del Nord                             |                            |                            | Barone Richard Hermer                                                 | Laburista                  |
| Ministro di Stato per lo Sviluppo Donne ed Uguaglianza Presidente del Partito Laburista (scorporati)                    |                            |                            | Anneliese Dodds (fino al 28 febbraio 2025)                            | Laburista                  |
| Ministro di Stato per lo Sviluppo Internazionale, l’America Latina ed i Caraibi (istituito)                             |                            |                            | Jenny Chapman, Baronessa Chapman di Darlington (dal 28 febbraio 2025) | Laburista                  |
| Ministra senza portafoglio Presidente del Partito Laburista (istituito)                                                 |                            |                            | Ellie Reeves (dal 2 dicembre 2024)                                    | Laburista                  |

### Esplicative
1. ↑  Uno dei quale è anche Vice primo ministro e quattro dei quali membri solo partecipanti al Gabinetto.
2. ↑  Uno dei quale è anche Vice primo ministro e cinque dei quali membri solo partecipanti al Gabinetto.
3. ↑  Viene riportata la situazione parlamentare solo di questa camera (e non anche della Camera dei Lord) poiché solo quest'ultima ha il potere di controllare il rapporto di fiducia con l'esecutivo.
4. ↑  Congiuntamente con la ministra senza portafoglio, Anneliese Dodds nel ruolo di Junior Minister fino al 28 febbraio 2025 e successivamente, dal 4 marzo 2025, congiuntamente con Jacqui Smith, Baronessa Smith di Malvern.
5. ↑  Congiuntamente con la Ministra dell’Istruzione, Bridget Phillipson fino al 28 febbraio 2025.
6. ↑  Fino al 6 luglio 2024.
7. ↑  Ufficialmente, è divenuta Ministra senza portafoglio e Presidente del partito politico in data 6 luglio 2024, tuttavia è stata ammessa alle riunioni di gabinetto solo a partire dal successivo 2 dicembre per motivi legati strettamente all’aspetto procedurale.

### Fonti
1. ↑   Starmer riceve il mandato da re Carlo, è primo ministro, ANSA, 5 luglio 2024.
2. ↑  https://www.ansa.it/sito/notizie/mondo/2024/07/29/accoltella-e-ferisce-diverse-persone-a-southport-fermato_b5497d8a-5ba2-4d3b-946c-e1cf4d400556.html
3. ↑  https://www.ansa.it/sito/notizie/mondo/europa/2024/07/30/bambine-accoltellate-mentre-fanno-yoga-vicino-a-liverpool-il-regno-unito-sotto_4f8d9454-ee85-4c79-bd16-29dd298d4ed4.html
4. ↑  https://www.ansa.it/sito/notizie/mondo/2024/08/02/ministra-gb-rivoltosi-pagheranno-il-prezzo-della-violenza_b5a3d7b7-d1cd-4509-9596-e105f997c03f.html
5. ↑  https://www.ansa.it/sito/notizie/mondo/europa/2024/08/02/ministra-gb-rivoltosi-pagheranno-il-prezzo-della-violenza_17cbf788-9737-42bd-a478-fa5ab95c95fe.html
6. 1 2  https://www.ansa.it/sito/notizie/mondo/europa/2024/08/03/scontri-tra-polizia-e-manifestanti-in-diversi-raduni-nel-regno-unito_77ab0219-9877-434b-9fbb-c6a0f8aa5526.html
7. ↑  https://www.ansa.it/sito/videogallery/mondo/2024/08/04/bristol-scontri-tra-manifestanti-di-estrema-destra-e-la-polizia_4922b2c0-159e-45c4-b18a-82f2ae028bf7.html
8. 1 2  https://www.avvenire.it/mondo/pagine/starmer-cento
9. ↑  https://video.milanofinanza.it/video/il-premier-inglese-keir-starmer-annuncia-una-difficile-manovra-di-bilancio-sara-dolorosa-8c7gI7CsREpJ
10. ↑  https://it.euronews.com/my-europe/2025/02/17/regno-unito-il-premier-keir-starmer-pronto-a-inviare-truppe-sul-campo-in-ucraina
11. ↑  https://www.ilpost.it/2025/03/04/ruolo-regno-unito-ucraina-trump/
12. ↑  https://www.spectator.co.uk/article/keir-starmer-has-had-his-best-week-since-becoming-prime-minister/
13. ↑  https://it.euronews.com/my-europe/2025/02/03/keir-starmer-a-bruxelles-per-i-colloqui-di-reset-delle-relazioni-regno-unito-ue
14. ↑  https://www.ilsole24ore.com/art/difesa-accordo-vista-regno-unito-e-ue-AH9GhgS
15. ↑  https://www.liberoquotidiano.it/news/tv-news/42453776/starmer-attaccati-houthi-in-yemen-per-la-sicurezza-nel-mar-rosso/#google_vignette